# Cucullia albescens
Cucullia albescens là một loài bướm đêm trong họ Noctuidae.